# Serie B 2009-2010 (calcio femminile)
L'edizione 2009-2010 è stata la quarantunesima edizione del campionato italiano di Serie B femminile di calcio.
Vi hanno partecipato 41 squadre divise in quattro gironi.

Il regolamento prevede che la vincitrice di ogni girone venga promossa in Serie A, mentre le ultime tre classificate vengono relegate ai rispettivi campionati regionali di Serie C.
Le società Aquile Palermo e C.F. Acese hanno rinunciato a disputare, quali aventi diritto, il campionato di Serie B per la stagione sportiva 2009-2010.

## Girone A

### Squadre partecipanti
| Club                             | Città                   | Stagione 2008-2009          |
| -------------------------------- | ----------------------- | --------------------------- |
| C.F. Bogliasco Pieve             | Bogliasco               | 10º posto in Serie B/A      |
| A.C.P. Cuneo San Rocco Femminile | San Rocco, Cuneo        | ? in Serie C Piemonte       |
| A.S.D. C.F. Frutta Più Verona    | Verona                  | 2º posto in Serie B/B       |
| A.S.D.F. Juventus Torino         | Torino                  | 7º posto in Serie B/A       |
| A.S.D.F. Inter Milano            | Milano                  | 5º posto in Serie B/A       |
| A.C.F. Manerbio Virtus           | Manerbio                | ? in Serie C Lombardia      |
| A.S.D. Multedo C.F.              | Multedo, Genova         | 3º posto in Serie B/A       |
| C.F. Scalese A.S.D.              | La Scala di San Miniato | 1º posto in Serie C Toscana |
| A.S.D. Valpo Pedemonte C.F.      | San Pietro in Cariano   | 5º posto in Serie B/B       |
| A.S.D. Villacidro Villgomme      | Villacidro              | ? in Serie C Sardegna       |

### Classifica finale
|  | Pos. | Squadra              | Pt | G  | V  | N | P  | GF | GS | DR  |
|  | ---- | -------------------- | -- | -- | -- | - | -- | -- | -- | --- |
|  | 1.   | Multedo              | 44 | 18 | 14 | 2 | 2  | 55 | 13 | +42 |
|  | 2.   | Juventus Torino      | 41 | 18 | 13 | 2 | 3  | 56 | 11 | +45 |
|  | 3.   | Frutta Più Verona    | 39 | 18 | 12 | 3 | 3  | 52 | 16 | +36 |
|  | 4.   | Cuneo San Rocco      | 28 | 18 | 8  | 4 | 6  | 42 | 27 | +15 |
|  | 5.   | Inter Milano         | 24 | 18 | 7  | 3 | 8  | 31 | 31 | 0   |
|  | 5.   | Bogliasco Pieve      | 24 | 18 | 7  | 3 | 8  | 20 | 34 | -14 |
|  | 7.   | Villacidro Villgomme | 20 | 18 | 6  | 2 | 10 | 22 | 47 | -25 |
|  | 8.   | Valpo Pedemonte      | 19 | 18 | 6  | 1 | 11 | 17 | 40 | -23 |
|  | 9.   | Manerbio Virtus      | 13 | 18 | 3  | 4 | 11 | 26 | 47 | -21 |
|  | 10.  | Scalese              | 6  | 18 | 2  | 0 | 16 | 18 | 73 | -55 |

### Verdetti finali
- Multedo 1930 promossa in Serie A2.
- Valpo Pedemonte, Manerbio Virtus e Scalese retrocesse nei rispettivi campionati regionali di Serie C.

## Girone B

### Squadre partecipanti
| Club                           | Città                | Stagione 2008-2009                        |
| ------------------------------ | -------------------- | ----------------------------------------- |
| A.S.D. S.S.V. Brixen OBI       | Bressanone/Brixen    | 5º posto in Serie B/B                     |
| A.S.D. Fortissimi              | Udine                | 1º posto in Serie C Friuli-Venezia Giulia |
| A.S.D. Gordige Calcio Ragazze  | Cavarzere            | 11º posto in Serie A2/A                   |
| A.C. Femminile Mestre 1999     | Mestre               | 13º posto in Serie B/B                    |
| Montale 2000 A.S.D.            | Montale Rangone      | 12º posto in Serie A2/A                   |
| A.C.F. Pasiano A.S.D.          | Pasiano di Pordenone | 8º posto in Serie B/B                     |
| A.S.D. Exto Schio 06           | Schio                | 10º posto in Serie B/B                    |
| A.S.D. Trasaghis               | Trasaghis            | 9º posto in Serie B/B                     |
| A.S.D. Vicenza C.F.            | Vicenza              | 5º posto in Serie B/B                     |
| A.S.D. Ženský Padova Femminile | Padova               | 1º posto in Serie C Veneto                |

### Classifica finale
|  | Pos. | Squadra       | Pt | G  | V  | N | P  | GF | GS | DR  |
|  | ---- | ------------- | -- | -- | -- | - | -- | -- | -- | --- |
|  | 1.   | Exto Schio 06 | 43 | 18 | 14 | 1 | 3  | 40 | 25 | +15 |
|  | 2.   | Gordige       | 39 | 18 | 12 | 3 | 3  | 50 | 19 | +31 |
|  | 3.   | Vicenza       | 34 | 18 | 10 | 4 | 4  | 37 | 22 | +15 |
|  | 3.   | Montale 2000  | 34 | 18 | 10 | 4 | 4  | 32 | 21 | +11 |
|  | 5.   | Ženský-Padova | 23 | 18 | 7  | 2 | 9  | 36 | 32 | +4  |
|  | 6.   | Mestre 1999   | 21 | 18 | 5  | 6 | 7  | 29 | 32 | -3  |
|  | 6.   | Brixen OBI    | 21 | 18 | 5  | 6 | 7  | 16 | 22 | -6  |
|  | 8.   | Trasaghis     | 20 | 18 | 6  | 2 | 10 | 22 | 38 | -16 |
|  | 9.   | Pasiano       | 11 | 18 | 3  | 2 | 13 | 20 | 36 | -16 |
|  | 10.  | Fortissimi    | 8  | 18 | 2  | 2 | 14 | 23 | 58 | -35 |

### Verdetti finali
- Exto Schio 06 promossa in Serie A2.
- Pasiano e Fortissimi retrocesse nei rispettivi campionati regionali di Serie C.

## Girone C

### Squadre partecipanti
| Club                             | Città                           | Stagione 2008-2009                 |
| -------------------------------- | ------------------------------- | ---------------------------------- |
| ANSPI Marsciano C.F.             | Marsciano                       | 4º posto in Serie B/C              |
| A.S.D. Atletico Ortona 2004 C.F. | Ortona                          | 1º posto in Serie C Abruzzo        |
| A.S.D. Castelvecchio             | Savignano sul Rubicone          | 9º posto in Serie B/A              |
| A.S.D. Eurnova                   | Roma, quartiere Europa          | 5º posto in Serie B/D              |
| A.S.D. Free Sisters              | Tuoro sul Trasimeno             | ? in Serie C Umbria (?)            |
| Pol.D. Julia Spello              | Spello                          | 7º posto in Serie B/C              |
| Imolese Femminile A.C.F.D.       | Imola                           | 9º posto in Serie A2/B             |
| A.S.D. Packcenter Imola C.F.     | Imola                           | 4º posto in Serie B/A              |
| A.S.D. Res Roma                  | Roma                            | 4º posto in Serie B/D              |
| Picenum C.F.                     | Castel di Lama                  | 5º posto in Serie B/C              |
| U.S.D. San Zaccaria              | Ravenna, quartiere San Zaccaria | 1º posto in Serie C Emilia-Romagna |

### Classifica finale
|  | Pos. | Squadra              | Pt | G  | V  | N | P  | GF | GS | DR  |
|  | ---- | -------------------- | -- | -- | -- | - | -- | -- | -- | --- |
|  | 1.   | Imolese              | 51 | 20 | 16 | 3 | 1  | 58 | 21 | +37 |
|  | 2.   | Packcenter Imola     | 48 | 20 | 15 | 3 | 2  | 67 | 19 | +48 |
|  | 3.   | Castelvecchio        | 44 | 20 | 14 | 2 | 4  | 58 | 23 | +35 |
|  | 4.   | Julia Spello         | 36 | 20 | 12 | 0 | 8  | 49 | 41 | +8  |
|  | 5.   | Res Roma             | 34 | 20 | 11 | 1 | 8  | 57 | 39 | +18 |
|  | 6.   | San Zaccaria         | 25 | 20 | 7  | 4 | 9  | 54 | 46 | +8  |
|  | 7.   | Eurnova              | 24 | 20 | 6  | 6 | 8  | 41 | 34 | +7  |
|  | 8.   | Picenum              | 22 | 20 | 6  | 4 | 10 | 52 | 59 | -7  |
|  | 9.   | Free Sisters         | 16 | 20 | 5  | 1 | 14 | 24 | 67 | -43 |
|  | 10.  | Atletico Ortona 2004 | 11 | 20 | 2  | 5 | 13 | 17 | 40 | -23 |
|  | 11.  | ANSPI Marsciano      | 3  | 20 | 0  | 3 | 17 | 11 | 99 | -88 |

### Verdetti finali
- Imolese promossa in Serie A2.
- Free Sisters, Atletico Ortona 2004 e Anspi Marsciano retrocesse nei rispettivi campionati regionali di Serie C.

## Girone D

### Squadre partecipanti
| Club                        | Città               | Stagione 2008-2009                    |
| --------------------------- | ------------------- | ------------------------------------- |
| A.S. Atletic Montaquila     | Montaquila          | 5º posto in Serie B/B                 |
| A.C.D. Femminile Campobasso | Campobasso          | 8º posto in Serie B/C                 |
| A.S.D. Femminile Gragnano   | Gragnano            | ???                                   |
| A.S.D. C.F. Marsala         | Marsala             | 1º posto in Serie C Sicilia           |
| Pol. Mater Domini A.S.D.    | Catanzaro           | 2º posto in Serie C Calabria          |
| A.S.D. Pink Sport Time      | Bari                | 1º posto in Serie C Puglia-Basilicata |
| Pol. Pro Reggina 97         | Gallico             | 6º posto in Serie B/D                 |
| Pol. Real Cosenza           | Cosenza             | 1º posto in Serie C Calabria          |
| A.S.D. Salento Donne        | San Donato di Lecce | 5º posto in Serie B/C                 |
| A.S. Vesevus Trecase        | Trecase             | 8º posto in Serie B/D                 |

### Classifica finale
|  | Pos. | Squadra            | Pt | G  | V  | N | P  | GF | GS  | DR  |
|  | ---- | ------------------ | -- | -- | -- | - | -- | -- | --- | --- |
|  | 1.   | Marsala            | 46 | 18 | 15 | 1 | 2  | 83 | 12  | +71 |
|  | 2.   | Pink Sport Time    | 43 | 18 | 13 | 4 | 1  | 50 | 12  | +38 |
|  | 3.   | Campobasso         | 38 | 18 | 12 | 2 | 4  | 45 | 25  | +20 |
|  | 4.   | Femminile Gragnano | 30 | 18 | 9  | 3 | 6  | 47 | 33  | +14 |
|  | 5.   | Atletic Montaquila | 28 | 18 | 8  | 4 | 6  | 43 | 28  | +15 |
|  | 6.   | Pro Reggina 97     | 27 | 18 | 8  | 3 | 7  | 43 | 28  | +15 |
|  | 7.   | Real Cosenza       | 24 | 18 | 7  | 3 | 8  | 38 | 30  | +8  |
|  | 8.   | Salento Donne      | 16 | 18 | 5  | 1 | 12 | 28 | 36  | -8  |
|  | 9.   | Vesevus Trecase    | 3  | 18 | 1  | 1 | 16 | 14 | 96  | -82 |
|  | 10.  | Mater Domini       | 2  | 18 | 1  | 0 | 17 | 12 | 103 | -91 |

### Verdetti finali
- Marsala promossa in Serie A2.
- Vesevus Trecase e Mater Domini retrocesse nei rispettivi campionati regionali di Serie C.